# Huygensovo načelo
Huygensovo načelo ili Huygensov princip je postavka koja izriče da se u homogenim sredstvima svaka točka valne fronte može uzeti kao izvorište novog elementarnoga vala. Njime je Huygens 1678. postavio temelje valnoj teoriji svjetlosti, koja se kosila s tada prihvaćenom Newtonovom korpuskularnom teorijom. Osim širenja valova, Huygensov princip objašnjava i niz drugih pojava u optici i akustici: refleksiju (odbijanje svjetlosti) i lom na granicama homogenih sredstava različite (optičke) gustoće (refrakcija), a pri objašnjenju pojava difrakcije daje samo ograničene rezultate. Huygensov princip može se primijeniti samo u prostorima s neparnim brojem dimenzija. Uočivši ulogu interferencije valova pri stvaranju valne plohe, da bi protumačio pojave difrakcije, Augustin Jean Fresnel bio je primoran poopćiti Huygensovo načelo zahtjevom da svaki elementarni val može započeti slobodnom, proizvoljnom fazom.

## Objašnjenje
Kad bacimo kamen u mirnu vodu, na mjestu gdje je kamen udario uzbudi se čestica površine vode na titranje i od nje se kao od izvora šire kružni valovi na vodi. Kažemo da je fronta kružnog vala kružnica do koje je stigao brijeg vala nakon izvjesnog vremena. Svaka točka te kružnice izvor je novog kružnog vala. Ti se osnovni valovi pojačavaju uzduž kružnice koja obuhvaća sve osnovne valove. Na ostalim se mjestima osnovni valovi poništavaju jer se sastaje brijeg i dol pojedinih valova. Prema tome je crta koja spaja bregove vala nastale superpozicijom osnovnih valova opet kružnica sa središtem u izvoru vala. Odatle vidimo da svaka točka do koje stigne val postaje izvor novog osnovnog vala, a rezultanta svih osnovnih valova daje u svakom trenutku frontu uočenog (prvobitnog) vala. To je pak Huygensov princip ili Huygensovo načelo koje vrijedi kako za površinske tako i za prostorne valove.

## Vanjske poveznice
- Huygens' Principleeng. {{{1}}}